# Titus Didius
Titus Didius (in Inschriften auch Deidius; † 11. Juni 89 v. Chr.) war ein römischer Politiker der ausgehenden Republik.
Sein gleichnamiger Vater war vielleicht Volkstribun 143 v. Chr. (der Vorname des Tribuns ist nicht überliefert). Titus Didius war Münzmeister (wohl 113/112 v. Chr.), Volkstribun 103 v. Chr. und Prätor wohl 101 v. Chr. In diesem Amt oder anschließend war er Statthalter der Provinz Macedonia und führte erfolgreich Krieg gegen die Skordisker. Für den Sieg erhielt er einen Triumph und wurde 98 v. Chr. Konsul. In diesem Jahr setzte er mit Quintus Caecilius Metellus Nepos die Lex Caecilia Didia in Kraft und führte ab 98 v. Chr. als Prokonsul Krieg in Spanien (Provinz Hispania citerior) gegen die aufständischen Keltiberer, die er in schweren Kämpfen besiegte. Nach seiner Rückkehr nach Rom 93 v. Chr. feierte Didius seinen zweiten Triumphzug.
Während des Bundesgenossenkriegs war er Legat, erst unter Lucius Iulius Caesar, dann unter Lucius Porcius Cato und Sulla. 89 v. Chr. eroberte er Herculaneum, fiel aber am 11. Juni des Jahres im Kampf, wohl vor Nola oder Pompeji.